# Track of the Moon Beast
Track of the Moon Beast is een Amerikaanse horrorfilm uit 1976. De film werd geregisseerd door Richard Ashe. De hoofdrollen werden vertolkt door Chase Cordell, Leigh Drake en Gregorio Sala.

## Verhaal
De film draait om Paul Carlson, een jonge eenzame man die tijdens een meteorietregen getroffen wordt door een stukje meteoor. Het stuk meteoor dringt diep zijn schedel binnen, met onverwachte gevolgen; het zorgt ervoor dat onder invloed van maanlicht Paul verandert in een moordlustig reptielachtig beest. In zijn beestvorm verliest hij al zijn menselijkheid, en vermoordt hij willekeurig mensen.
Overdag krijgt Paul vaak last van duizeligheid. Zijn vriendin Kathy Nolan en zijn vriend Johnny Longbow maken zich zorgen over hem. Uiteindelijk komen ze erachter dat Paul het monster is dat de streek teistert. Er worden plannen gemaakt om het stuk meteoor uit Paul's schedel te halen. Johnny doet wat onderzoek naar verhalen van Indianen uit het gebied, en ontdekt dat een soortgelijke situatie al eens eerder heeft plaatsgevonden. Uit de verhalen komt naar voren dat het slachtoffer van de meteoor uiteindelijk zal ontploffen.
Wanneer Paul ontdekt wat er gaat gebeuren, vlucht hij de woestijn in. Vermoedelijk om zelfmoord te plegen zodat hij niemand meer kwaad kan doen. Kathy, Johnny en de politie achtervolgen hem. Ze zijn te laat, en Paul ontploft.

## Rolverdeling
| Acteur              | Personage                           | Opmerkingen           |
| ------------------- | ----------------------------------- | --------------------- |
| Chase Cordell       | Paul Carlson                        |                       |
| Leigh Drake         | Kathy Nolan                         | als Donna Leigh Drake |
| Gregorio Sala       | Prof. John 'Johnny Longbow' Salinas |                       |
| Patrick M. Wright   | Police Captain McCabe               | als Patrick Wright    |
| Francine Kessler    | Janet Price                         |                       |
| Timothy Wayne Brown | Dr. Sutton                          |                       |
| Crawford MacCallum  | Dr. Lawrence                        |                       |
| Jeanne Swain        | Caroline Harris                     |                       |
| Alan Swain          | Sid Harris                          |                       |
| Fred McCaffrey      | Dr. Rizzo                           |                       |
| Tim Butler          | Budd Keeler                         |                       |

## Achtergrond
De film werd bespot in de cultserie Mystery Science Theater 3000.